# Антигейша
«Антигейша» — двадцять перший сингл російської-українського гурту «ВІА Гра», перший відеокліп за участю Надії Мейхер, яка повернулася до гурту. Прем'єра пісні відбулася 6 березня на «Русском радио».

## Відеокліп
Двадцять перший кліп гурту «ВІА Гра». У ньому солістки постали в кількох амплуа, найскандальніший з яких — це образ абсолютно лисої співачки, без звичного шикарного волосся. У музичному відео присутні барвисті спецефекти з рідинами.
Саме з цим кліпом почався платиновий період в гурту. Прем'єра кліпу відбулася 15 березня 2009 року на музичному телеканалі M1 і 19 березня 2009 року на музичному телеканалі МУЗ-ТБ (Росія).
Режисер кліпу Алан Бадоєв, оператор Ярослав Пілунський

## Учасники запису
- Надія Мейхер
- Альбіна Джанабаєва
- Тетяна Котова